# Донноло, Саббатай
Саббатай бен-Авраам бен-Иоель, по прозвищу Донноло (Sabbatai/Shabbetai ben Abraham ben Yoel Donnolo; род. в 913 г. в городе Ории близ Отранто, ум. после 982 г.) — греко-итальянский и еврейский учёный в эпоху Саадии-гаона; автор оригинальных сочинений по медицине, астрономии и религиозно-философского сочинения «Хакемони» (Sefer ῌakhmoni; 946 год).

## Биография
В 12-летнем возрасте попал в плен к арабам-фатимидам с Сицилии, которые под предводительством Абу Ахмета Джафара ибн-Убайда перебрались через Мессинский пролив в Калабрию и Апулию и разграбили город Орию, причём десять поименованных Донноло «учёных и благочестивых раввинов» были убиты; остальные жители, в том числе семья Донноло, были увезены в плен в Палермо и оттуда в Северную Африку. Выкупленный в городе Трани из плена, Донноло после разных превратностей судьбы всецело отдался изучению медицины, астрономии и астрологии, вскоре достиг в них громкой славы и сделался придворным медиком византийского базилика (вице-короля) Евпраксия, управлявшего тогда Калабрией от имени императора.
Разбогатев от врачебной практики, Донноло употреблял свои средства на приобретение математических, астрономических и астрологических трудов, цены на которые в то время — из-за их редкости в христианских государствах и преследования обладателей с обвинениями в колдовстве — достигали баснословных цифр. Изучая «науку греческую и арабскую, мудрость халдейскую и индийскую» и сравнивая полученные сведения с данными, заключающимися в Талмуде, Донноло пришёл к заключению о полной их тождественности во всём, что касается астрономии и астрологии, вопреки господствовавшему тогда мнению, что в еврейских книгах ничего ценного по этим наукам не содержится.
С целью усовершенствоваться у тогдашних знаменитостей, Донноло предпринял дальние путешествия и добрался до Вавилонии, где ему удалось познакомиться с местным мудрецом Багдашем, которому, между прочим, он обязан обширными познаниями в астрономии и астрологии.

### Знакомый св. Нила
Согласно рассказу биографа св. Нила Младшего, церковный поэт и аббат базилианского монастыря Нил Россанский (ум. в 1004) знал Донноло с детства как человека прилежного к наукам, а позже в качестве выдающегося врача. Однажды Донноло застал св. Нила в болезненном состоянии от чрезмерного умерщвления плоти. Когда Донноло по-дружески предложил ему средство, которое могло бы спасти его от угрожавшей падучей болезни, тот отверг предложение Донноло, мотивируя это тем, что он не хочет принять лекарство от еврея, чтобы не доставлять последнему возможности похвастать тем, будто он вылечил его: это заставило бы простодушных христиан доверчиво относиться к евреям.

## Труды

### Медицина
Медицинские познания Донноло основываются, главным образом, на греко-римских источниках, хотя названия растений встречаются у него по-арабски, он также цитирует книгу Асафа бен-Берехии. Фрагменты его оригинального медицинского труда «Sefer ha-Jakar» были изданы Штейншнейдером (Berlin, 1867) пo манускрипту библиотеки Медичи во Флоренции (рукопись № ХХХVІІ) и содержат «antidotarium» или книгу практических советов для приготовления целебных трав.

### Религиозная философия
Главным трудом Донноло является его религиозно-философское сочинение «Хакемони» (Sefer ῌakhmoni; 946 год) или «Тахкемони» по другой рукописи (Taḥkemoni) — комментарий к мистической «Книге творения» (Сефер Иецира).
Введение
Во введении автор старается приблизить теологию к естествознанию, причём широко пользуется для своих выводов примерами из анатомии и естествознания, а также из фактов обыденной жизни — явление беспримерное в тогдашней еврейской литературе.
Говоря об аристотелевских четырёх элементах — огне, воздухе, воде и земле, Донноло, чтобы доказать их родство между собой, подробно останавливается на разных опытах искусственного получения одних элементов из других, обнаруживая стремление обосновать теоретические положения на экспериментах. Библейский комментарий наполнен разными мистическими сочетаниями и перестановками букв (צרופי אותיות) и астрологическими таблицами. В конце введения находится таблица с указанием положения небесных светил в августе 946 года.

#### Человеческий организм, как микрокосм
Особенное развитие получило у Донноло древнеагадическое, усвоенное позже натурфилософской школой XVI века (Парацельс и др.) представление о том, что человеческий организм не что иное, как микрокосм, мир в миниатюре (עולם קטן), между которым и большим миром, макрокосмом, то есть всей вселенной, существует подобие во всех частностях и деталях:
- голова — подобие неба,
- череп — подобен небесному своду,
- глаза — подобны небесным светилам,
- кости — скалам и т. д.

Было издано Д. Castelli под заглавием «Il commenti di Rab. Donnolo sul libro della creazione», с ценным библиографическим введением (Флоренция, 1880), а затем также в Варшаве (1884).

## Поздние заимствования из сочинений Донноло
Части его религиозно-астрологического комментария к кн. Бытия (Быт. 1:26) были найдены дословно в анонимной книге о еврейской этике «Orchoth Zaddikim» (Orchot Tzaddikim; Германия, XV век) и в других позднейших дидактических произведениях.
В псевдосаадиевом (в стиле Саадии-Гаона) комментарии к «Книге Творения» находится много цитат из Донноло, именно из утерянного его комментария к «Барайте Самуила».
Эпштейн показал, что обширные извлечения из Донноло имеются также в комментарии Элиезера Рокеаха (XIII век) к «Книге Творения», причём Элиезер заимствовал у Донноло даже таблицы и рисунки.
М. Гюдеман также полагал, что мидраш «Agadoth Olam Katon» много заимствовал из Донноло.